# Низовский сельсовет (Ковжинский район)
Низовский сельсовет — низшая административно-территориальная единица  Ковжинского района Вологодской области России. Центральная усадьба находилась в д. Лейбручей Ковжинского района Лодейнопольского округа Ленинградской области, с 1930 года — Ковжинского района Ленинградской области, с 1937 года — Ковжинского района Вологодской области.
Упразднена в 1954 году.

## История
Низовский сельский Совет рабочих, крестьянских и красноармейских депутатов образован в 1928 году. В 1939 году переименован в исполнительный комитет депутатов трудящихся. В 1954 году Низовский сельсовет был ликвидирован, его территория отошла в Кемский сельсовет.

## Состав
В 1952 году на территории сельсовета находились населенные пункты: д. Будкачево, Веретие, Ермаково, Ермолинская, Лутово, Лейбручей, Потаповская, Тюричево, Шима.
Согласно административно-территориальному деление Вологодской области на 1940 год в состав сельсовета входили 15 населённых пункта:
| Тип населённого пункта | Название населённого пункта |
| ---------------------- | --------------------------- |
| деревня                | Будкачева                   |
| деревня                | Веретье                     |
| деревня                | Гадары                      |
| деревня                | Ермакова                    |
| деревня                | Ермолинская                 |
| деревня                | Кашкина                     |
| деревня                | Лейб-Ручей                  |
| деревня                | Лутова                      |
| деревня                | Мишино                      |
| деревня                | Потаповская                 |
| деревня                | Тюричева                    |
| деревня                | Сиянашы                     |
| хутор                  | Фоминский                   |
| деревня                | Шима                        |

## Население
На 01.07.1952: рабочих и служащих — 14 человек, колхозников — 334 человека.

## Инфраструктура
Личное подсобное хозяйство с зоной сельскохозяйственного использования, индивидуальная застройка усадебного типа. Всего хозяйств было в 1952 году — 114.
Начальная школа, медпункт, магазин, почта, ветпункт, библиотека.